# IMac G3
De iMac G3 is een serie personal computers ontwikkeld door Apple tussen 1998 en 2003. De serie alles-in-één-computers vormde de eerste generatie van de iMac-serie.
De iMac werd geïntroduceerd op 15 augustus 1998 en bleef in productie tot maart 2003. De G3 werd uiteindelijk opgevolgd door de iMac G4 in januari 2002.

## Ontvangst
Ondanks dat de alles-in-één-pc gemengd werd ontvangen in eerste recensies, vanwege het schrappen van de seriële poort en diskettestation ten gunste van een cd-romstation en USB-poorten, bleek het een groot succes en zijn er wereldwijd ruim 5 miljoen exemplaren van verkocht. Ook wordt de iMac toegeschreven aan Apples redding van faillissement en de omslag van grijze computers naar kleurrijke consumentenproducten.

## Technische specificaties
De specificaties van de eerste iMac G3 zijn:
- Processor: PowerPC G3 op 233 MHz
- Werkgeheugen: 32 MB
- Videokaart:  ATI Rage IIc, 2 MB VRAM
- Harde schijf: 4 GB
- Cd-romstation 24x
- Ingebouwde luidsprekers
- Connectiviteit:
  - 10/100 Mbit ethernet
  - 56k modem
  - 4 Mbit Infrarood
  - 2x USB 1.0-poorten
  - Audio in- en uitgang
- Besturingssysteem: Mac OS 8
- Afmetingen: 40 × 38 × 44 cm (l × b × h)
- Gewicht: 17 kg
- Kleur: Bondi Blue